# Гольгер Руне
Гольгер Вітус Нодсков Руне (дан. Holger Vitus Nødskov Rune; нар. 29 квітня 2003, Гентофте) — данський професійний тенісист. 
21 серпня 2023 року Асоціація тенісистів-професіоналів (ATP) помістила його на четверте місце в чоловічому одиночному розряді, що зробило його найкращим данським гравцем в історії рейтингу ATP.
Руне виграв чотири титули в одиночному розряді в турнірах ATP Tour, зокрема титул Masters 1000 на турнірі Masters у Парижі 2022 року, і продемонстрував свій найкращий результат на турнірах Великого шолома на Відкритому чемпіонаті Франції 2022 року, дійшовши до чвертьфіналу під час свого дебюту в основній сітці турніру.

## Досягнення на турнірах Великого шолома
| W | Ф | ПФ | ЧФ | #Р | КТ | К# | DNQ | A | NH |

| Турнір                                 | 2021 | 2022 | 2023 | 2024 | 2025 | SR     | В-П   | Win % |
| -------------------------------------- | ---- | ---- | ---- | ---- | ---- | ------ | ----- | ----- |
| Відкритий чемпіонат Австралії з тенісу |      | 1р   | 4р   | 2р   | 4р   | 0 / 4  | 7–4   | 64%   |
| Відкритий чемпіонат Франції з тенісу   |      | ЧФ   | ЧФ   | 4р   |      | 0 / 3  | 10–3  | 77%   |
| Вімблдонський турнір                   |      | 1р   | ЧФ   | 4р   |      | 0 / 3  | 7–3   | 70%   |
| Відкритий чемпіонат США з тенісу       | 1р   | 3р   | 1р   | 1р   |      | 0 / 4  | 1–4   | 20%   |
| В-П                                    | 0–1  | 5–4  | 10–4 | 7–4  | 3–1  | 0 / 14 | 25–14 | 64%   |

## Важливі фінали

### Турніри ATP 1000

#### Одиночний розряд: 3 (1 титул, 3 поразки)
| Результат | Рік      | Турнір               | Покриття   | Опонент         | Рахунок       |
| --------- | -------- | -------------------- | ---------- | --------------- | ------------- |
| Перемога  | 2022     | Мастерс Париж        | Тверде (i) | Новак Джокович  | 3–6, 6–3, 7–5 |
| Поразка   | 2023     | Мастерс Монте-Карло  | Ґрунт      | Андрій Рубльов  | 7–5, 2–6, 5–7 |
| Поразка   | 2023     | Мастерс Рим          | Ґрунт      | Данило Медведєв | 5–7, 5–7      |
| Поразка   | Бер 2025 | Мастерс Індіан-Веллс | Тверде     | Джек Дрейпер    | 6–2, 6–2      |

## Фінали турнірів ATP

### Одиночний розряд: 11 (5 титулів, 6 поразок)
| Легенда                      |
| ---------------------------- |
| Турніри Великого шлему (0–0) |
| Фінал ATP (0–0)              |
| Тур ATP Мастерс 1000 (1–3)   |
| Тур ATP 500 (1–1)            |
| Тур ATP 250 (3–2)            |

| Фінали за покриттям |
| ------------------- |
| Тверде (2–4)        |
| Ґрунт (3–2)         |
| Трава (0–0)         |

| Фінали за умовами |
| ----------------- |
| Під небом (3–4)   |
| У залі (2–2)      |

| Результат | В-П | Дата     | Турнір                                          | Tier         | Покриття   | Опонент                | Рахунок            |
| --------- | --- | -------- | ----------------------------------------------- | ------------ | ---------- | ---------------------- | ------------------ |
| Перемога  | 1–0 | Кві 2022 | BMW Open, Німеччина                             | ATP 250      | Ґрунт      | Ботік ван де Зандсгулп | 3–4 ret.           |
| Поразка   | 1–1 | Жов 2022 | Sofia Open, Болгарія                            | ATP 250      | Тверде (i) | Марк-Андреа Гюслер     | 4–6, 6–7(8–10)     |
| Перемога  | 2–1 | Жов 2022 | Stockholm Open, Швеція                          | ATP 250      | Тверде (i) | Стефанос Ціціпас       | 6–4, 6–4           |
| Поразка   | 2–2 | Жов 2022 | Swiss Indoors, Швейцарія                        | ATP 500      | Тверде (i) | Фелікс Оже-Аліассім    | 3–6, 5–7           |
| Перемога  | 3–2 | Лис 2022 | Мастерс Париж, Франція                          | Masters 1000 | Тверде (i) | Новак Джокович         | 3–6, 6–3, 7–5      |
| Поразка   | 3–3 | Кві 2023 | Мастерс Монте-Карло, Франція/Монако             | Masters 1000 | Ґрунт      | Андрій Рубльов         | 7–5, 2–6, 5–7      |
| Перемога  | 4–3 | Кві 2023 | Bavarian Open, Німеччина (2)                    | ATP 250      | Ґрунт      | Ботік ван де Зандсгулп | 6–4, 1–6, 7–6(7–3) |
| Поразка   | 4–4 | Тра 2023 | Мастерс Рим, Італія                             | Masters 1000 | Ґрунт      | Данило Медведєв        | 5–7, 5–7           |
| Поразка   | 4–5 | Січ 2024 | Brisbane International, Австралія               | ATP 250      | Тверде     | Григор Димитров        | 6–7(5–7), 4–6      |
| Поразка   | 4–6 | Бер 2025 | Indian Wells Open, США                          | Masters 1000 | Тверде     | Джек Дрейпер           | 2–6, 2–6           |
| Перемога  | 5–6 | Кві 2025 | Відкритий чемпіонат Барселони з тенісу, Іспанія | ATP 500      | Ґрунт      | Карлос Алькарас        | 7–6(8–6), 6–2      |